# Kozmest
Kozmest románul: Cozmești, település és községközpont Romániában, Moldvában, Iași megyében.

## Fekvése
A D428-as úttól és Páskántól délre fekvő település.

## Története
Kozmest községközpont, 3 falu: Cozmești, Podolenii de Jos és Podolenii de Sus tartozik hozzá.
A 2002-es népszámláláskor 3166 lakosa volt.